# Mladen Krstajić
Mladen Krstajić (Zenica, 4. ožujka 1974.) je bivši srbijanski nogometaš i bivši reprezentativac. Igrao je na poziciji braniča. Dugogodišnju karijeru je završio u ekipi Partizan. Dvije godine je bio izbornik Srbije.

## Trenerska karijera
Bio je pomoćnik Slavoljubu Muslinu na klupi srbijanske reprezentacije godinu dana. Nakon što je Muslin smijenjen, Krstajić je postao novi izbornik. Vodio je Srbiju na Svjetskom prvenstvu u Rusiji 2018. godine.